# Mumbu
Mumbu is een bestuurslaag in het regentschap Dompu van de provincie West-Nusa Tenggara, Indonesië. Mumbu telt 2121 inwoners (volkstelling 2010).